# José María Lacunza
José María de Lacunza Blengio (Ciudad de México, 16 de agosto de 1809 - La Habana, 1869), conocido como José María Lacunza, fue un escritor, político y diplomático mexicano.

## Semblanza biográfica
En 1836 fundó, junto con su hermano Juan Nepomuceno, la Academia de Letrán, en donde publicó sus Discursos históricos. Como articulista colaboró para El Mosaico Mexicano, El Siglo Diez y Nueve y El Monitor Republicano.
En 1848 fue enviado a Querétaro como parte de la Comisión del Congreso para la aprobación del fin de la guerra con los Estados Unidos en el Tratado de Guadalupe Hidalgo.
Del 10 de mayo de 1849 al 15 de enero de 1851, tuvo el cargo de ministro de Relaciones durante el gobierno de José Joaquín de Herrera. Durante su gestión se ocupó del manejo de la deuda con los acreedores españoles. Adicionalmente trabajó en las gestiones del Tratado de Guadalupe-Hidalgo, rechazando el libre paso por el Istmo de Tehuantepec el cual reclamaba el gobierno de Estados Unidos, pudo mantener la negativa en favor a la soberanía nacional. Fue presidente del Senado y tuvo a su cargo la Dirección General de Fondos e Instrucción Pública, siendo ministro de Hacienda durante el período presidencial de Benito Juárez.
Durante el Segundo Imperio Mexicano fue ministro de Estado de Maximiliano de Habsburgo y promotor de la política cultural. Derrocado el Imperio fue desterrado a La Habana donde murió en 1869.

Frente levantada, hermosos ojos negros, grueso y patilludo, cuello apenas saliente de su ancho pecho y robustos hombros, actitud reflexiva, hablar sonoro, redoblando la erre de un modo particular. Su traje descuidado, pero sin poderse tildar de soso ni de sucio. (...) Una memoria prodigiosa, una palabra fácil y elocuente, una perseverancia en el estudio que rayaba en tenaz y viciosa; tales eran las dotes de Lacunza. (...) No creía en nada; la consecuencia era cuestión de método; hacía el bien porque le parecía lógico, el mal lo explicaba por las leyes de la gravedad.
Prieto Pradillo, G. Memorias de mis tiempos, capítulo III.